# Cour des comptes (Italie)
Pour les articles homonymes, voir Cour des comptes.

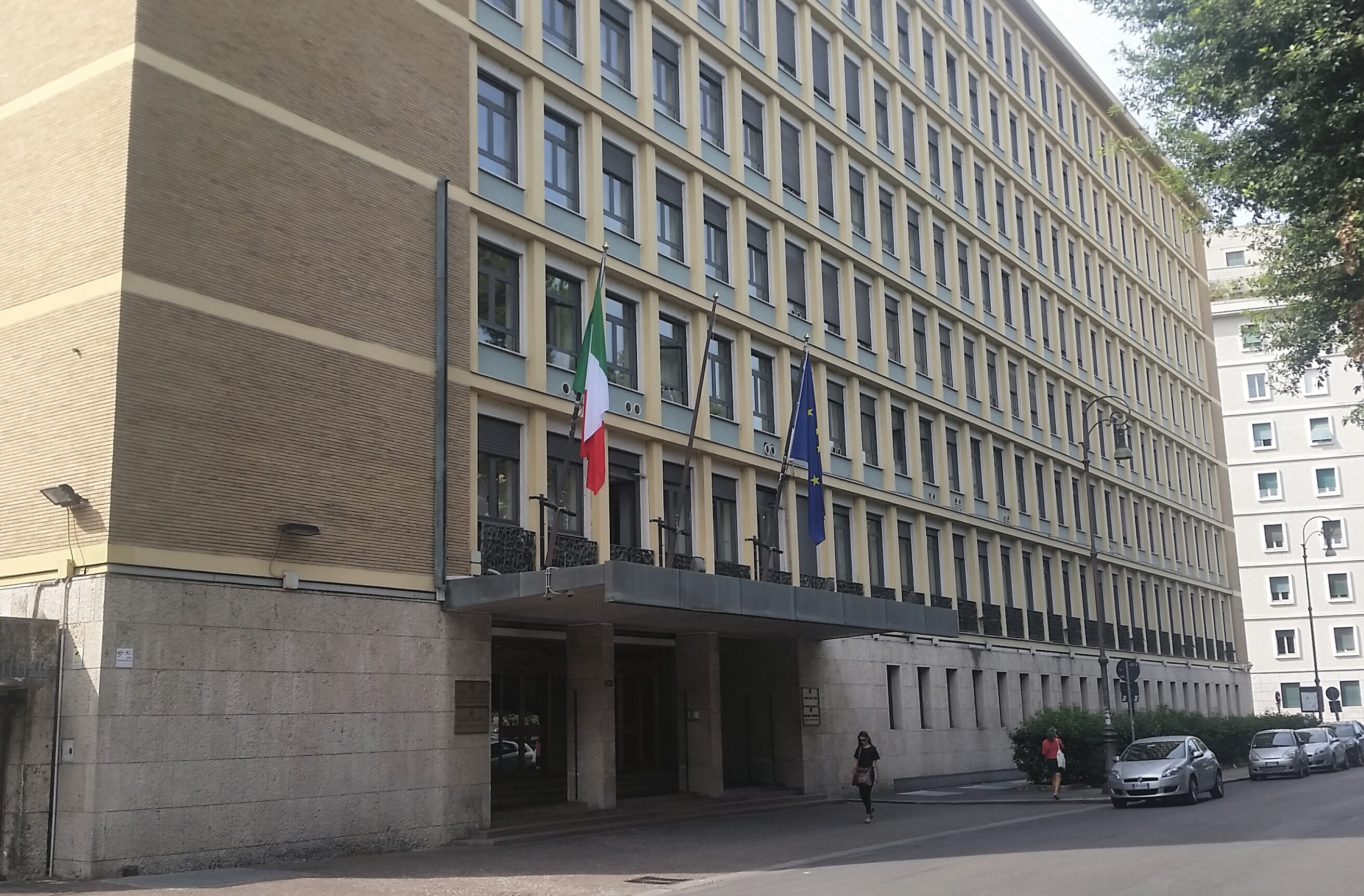
Siège de la Cour des comptes, à Rome

La Cour des comptes (en italien Corte dei conti) est une juridiction administrative italienne, chargée principalement de juger la régularité des comptes publics, contrôler l'usage des fonds publics par les ordonnateurs, les entreprises publiques, ou même les organismes privés bénéficiant d'une aide de l'État, et enfin d'informer le Parlement, le Gouvernement et l'opinion publique sur la conformité des comptes.

## Présidents
La Cour des comptes italienne a été instituée au royaume d'Italie en 1862. Dès lors elle a eu 29 présidents, dont 9 au royaume d'Italie et 20 dans la République italienne.

### Royaume d'Italie
1. Federico Colla (11 septembre 1862 ‒ 22 avril 1865)
2. Augusto Duchoqué-Lambardi (23 avril 1865 ‒ 30 décembre 1892)
3. Gaspare Finali (5 mars 1893 ‒ 15 février 1907)
4. Ernesto Di Broglio (16 février 1907 ‒ 12 avril 1915)
5. Antonio Tami (29 avril 1915 ‒ 12 août 1919)
6. Paolo Bernardi (30 août 1919 ‒ 2 juillet 1922)
7. Camillo Peano (16 octobre 1922 ‒ 31 décembre 1928)
8. Gino Gasperini (1er janvier 1929 ‒ 29 janvier 1945)
9. Gustavo Ingrosso (régent ; 14 septembre 1944 ‒ 15 octobre 1946)

### République italienne
1. Augusto Ortona (16 octobre 1946 ‒ 28 juillet 1953)
2. Elia Rossi Passavanti (29 juillet 1953 ‒ 31 mars 1954)
3. Ferdinando Carbone (1er avril 1954 ‒ 5 avril 1970)
4. Raffaele Rossano (27 août 1970 ‒ 18 mars 1971)
5. Eduardo Greco (31 mars 1971 ‒ 25 juin 1973)
6. Giuseppe Cataldi (29 septembre 1973 ‒ 22 juin 1976)
7. Eugenio Campbell (21 septembre 1976 ‒ 2 mai 1978)
8. Gaetano Tempesta (5 mai 1978 ‒ 29 avril 1979)
9. Ettore Costa (14 septembre 1979 ‒ 23 avril 1981)
10. Silvio Pirrami Traversari (8 mai 1981 ‒ 3 mars 1986)
11. Erminio Pietranera (4 mars 1986 ‒ 31 août 1986)
12. Giuseppe Carbone (1er septembre 1986 ‒ 30 octobre 1998)
13. Francesco Sernia (13 décembre 1998 ‒ 30 juillet 2000)
14. Francesco Staderini (29 août 2000 ‒ 6 février 2007)
15. Tullio Lazzaro (7 février 2007 ‒ 30 juin 2010)
16. Luigi Giampaolino (2 juillet 2010 ‒ 18 août 2013)
17. Raffaele Squitieri (2013 ‒ 2016)
18. Arturo Martucci di Scarfizzi (2016 ‒ 2017)
19. Angelo Buscema (2018 ‒ 2020)
20. Guido Carlino (2020) ‒ en cours